# Carl Van Vechten
Carl Van Vechten (n. 17 iunie 1880, Cedar Rapids, Iowa – d. 21 decembrie 1964, New York) a fost un scriitor și fotograf american.